# هنریش فوگلر
هنریش فوگلر (به آلمانی: Heinrich Vogeler)(زاده ۱۲ دسامبر ۱۸۷۲ – درگذشته ۱۴ ژوئن ۱۹۴۲) ، طراح و معمار و نقاش آلمانی، مکتب نقاشی دوسلدورف بود.

## زندگینامه
او در ۱۲ دسامبر ۱۸۷۲ در  برمن متولد شد و از سال ۱۸۹۰تا ۱۸۹۵در مدرسه هنر دوسلدورف تحصیل کرد. مطالعات هنری او در این دوره شامل بازدید از بلژیک و ایتالیا بود.فوگلر یکی از اعضای اصلی انجمن هنرمندان اصلی در ورپسود بود که در سال ۱۸۹۴ به آن پیوست. در سال ۱۸۹۵ فوگلر کلبه ای در آنجا خرید و درختان توس زیادی در اطراف آن کاشت که نام جدید خانه را به آن داد: Barkenhoff (در آلمانی پایین به معنای Birkenhof، یا "کلبه درخت توس"). در سال ۱۹۰۱با مارتا شرودر ازدواج کرد. او تصاویر کتاب‌هایی را به سبک هنر نو ساخت و کمی قبل از سفر به سیلان در سال ۱۹۰۶، نقاشی‌های تزیینی را برای تالار شهر برمن اجرا کرد. در طول سفر به لودز، آثار ماکسیم گورکی را مطالعه کرد که منجر به ایجاد همدردی عمیق با او شد و این احساس با سفر گلاسکو و منچستر و دیدن زندگی طبقه کارگر در محله های فقیر نشین  به اوج رسید. در سال ۱۹۰۸ او و برادرش فرانتس «Worpsweder Werkstätte» را تأسیس کردند که اشیاء خانگی تولید می کرد. نقاشی های او به طور فزاینده ای نشان دهنده همدردی او با طبقه کارگر است.وی در ۱۴ ژوئن ۱۹۴۲ درگذشت.

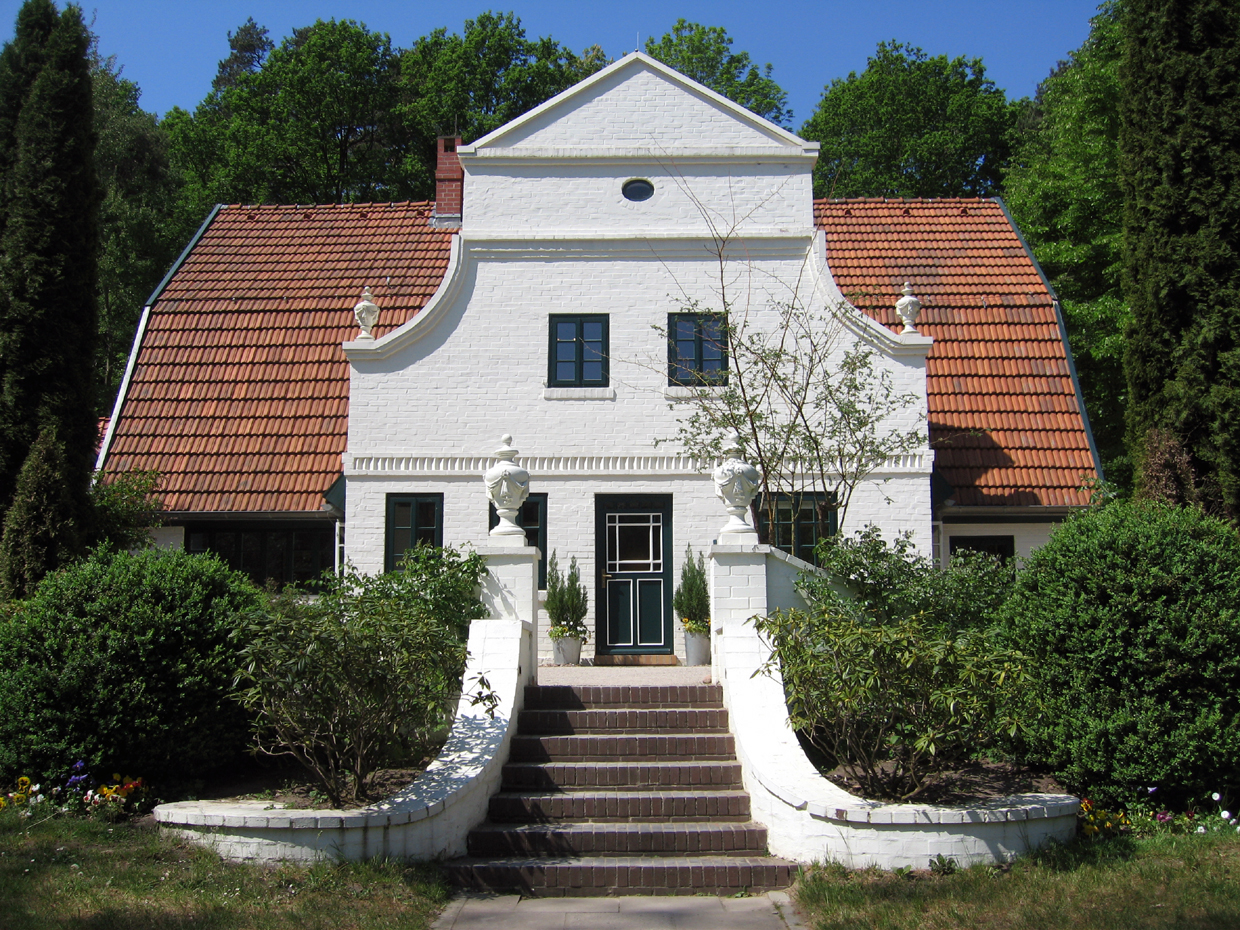
منزلش در سال ۲۰۰۷،وورپسوده

## نگارخانه

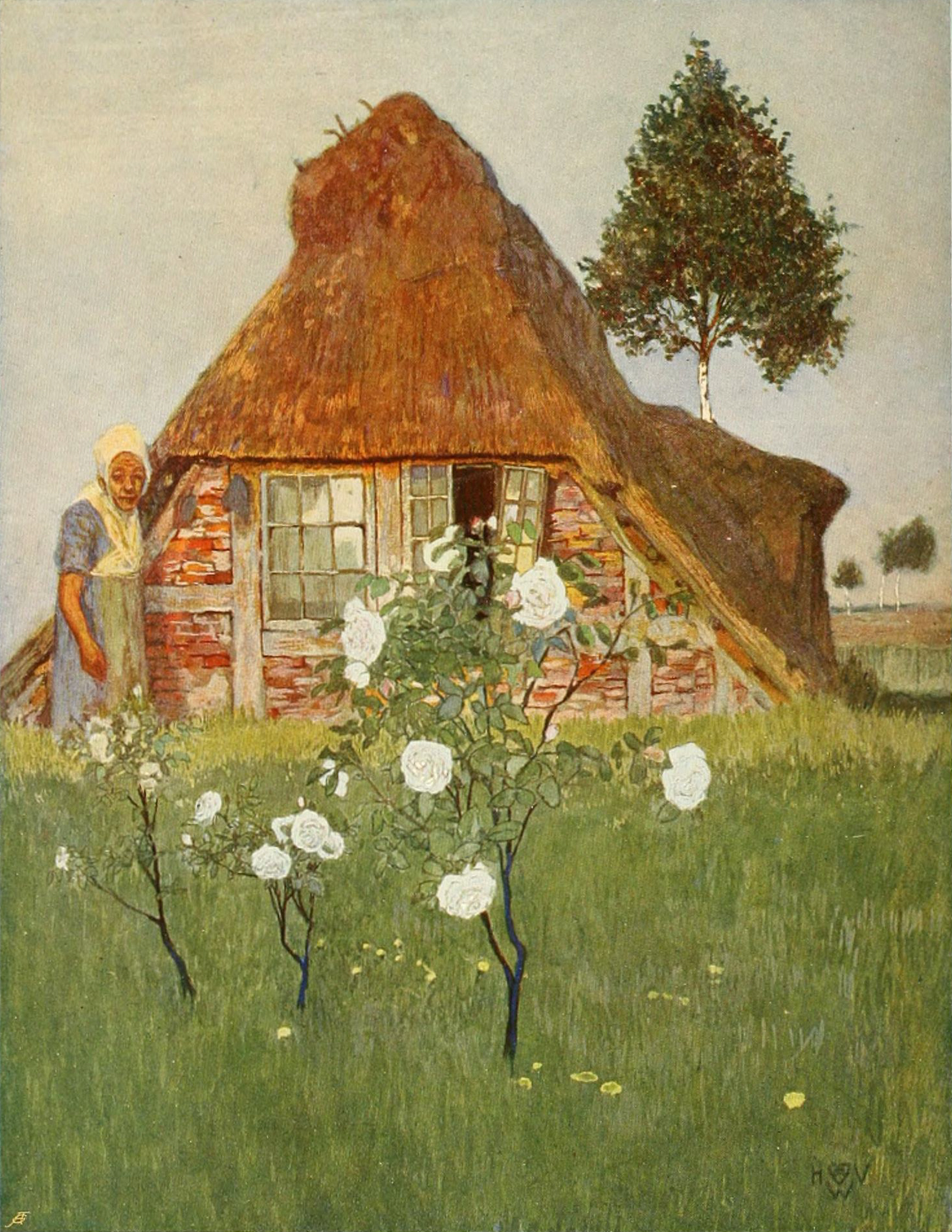
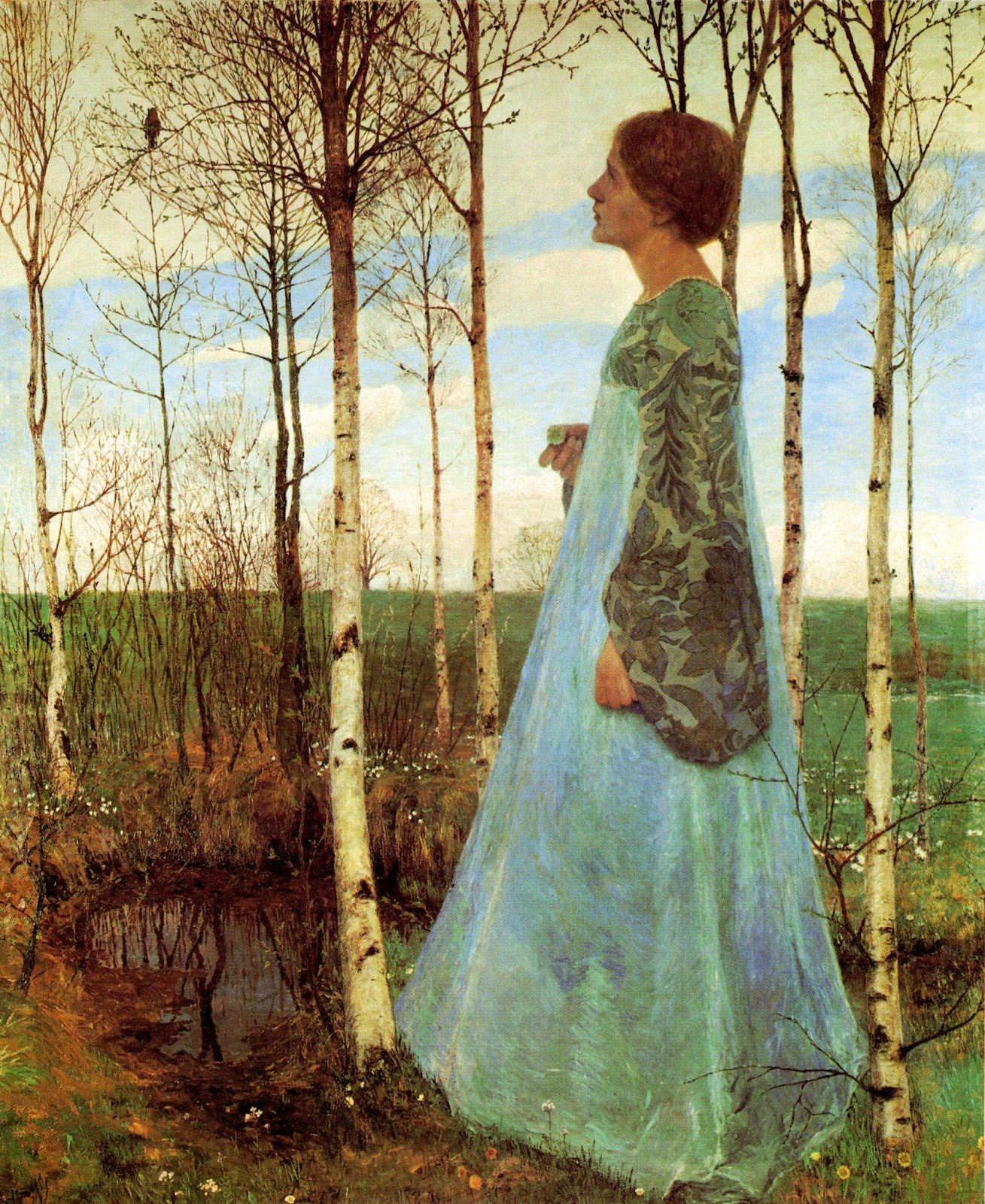
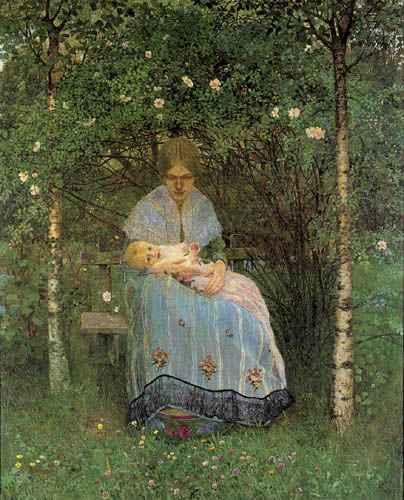
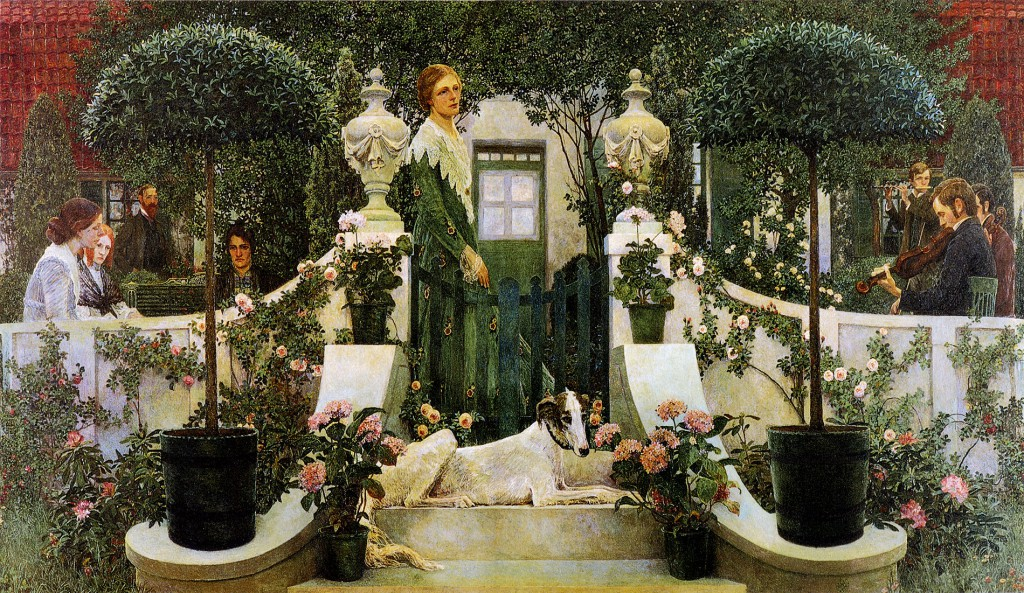
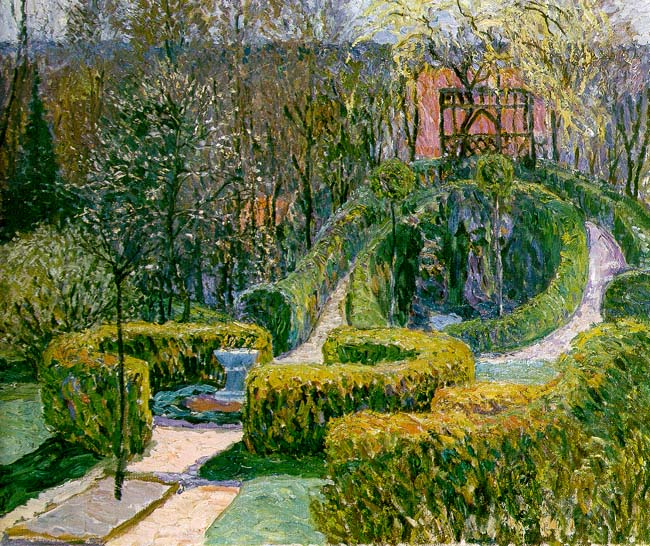
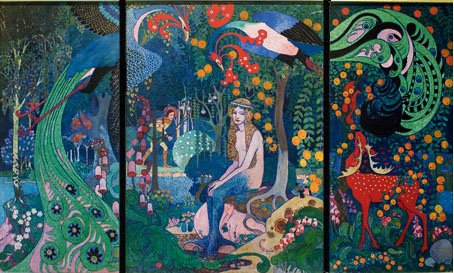
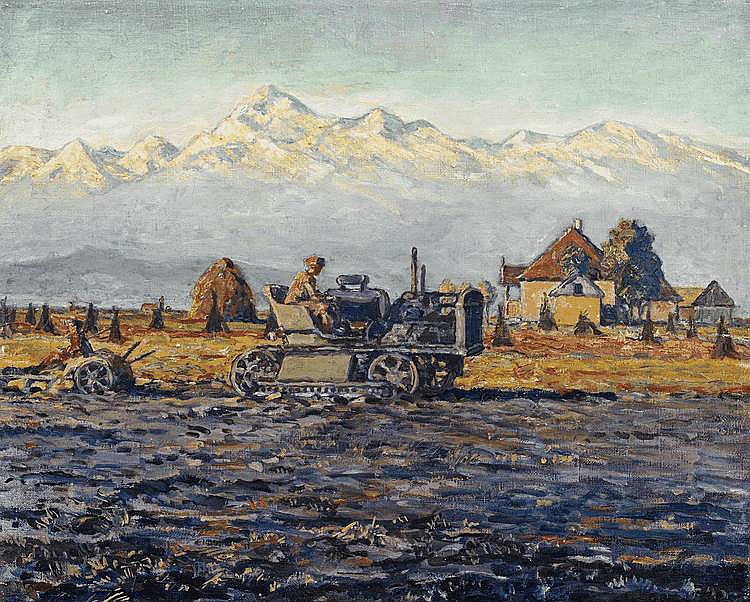
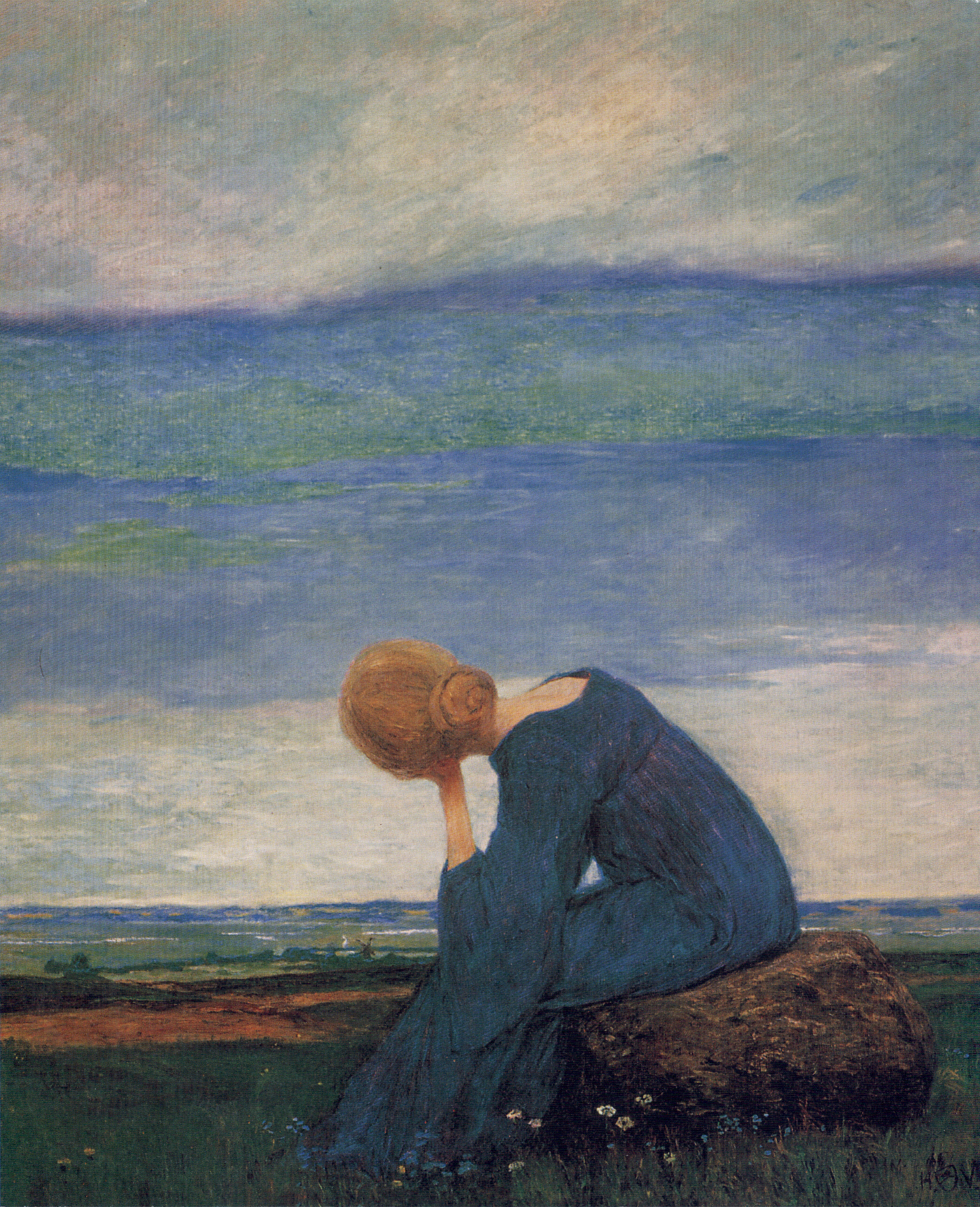
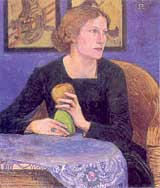
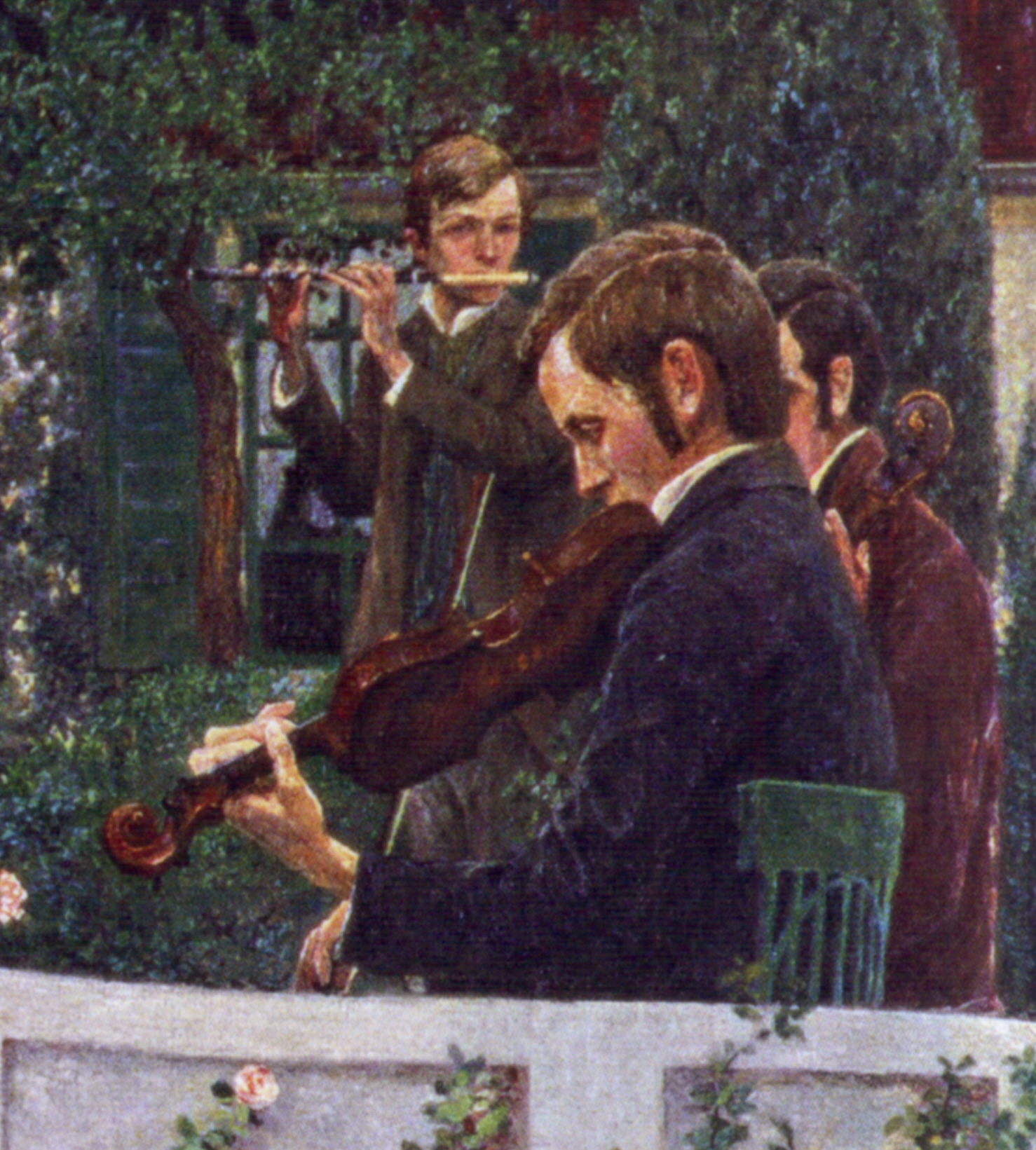
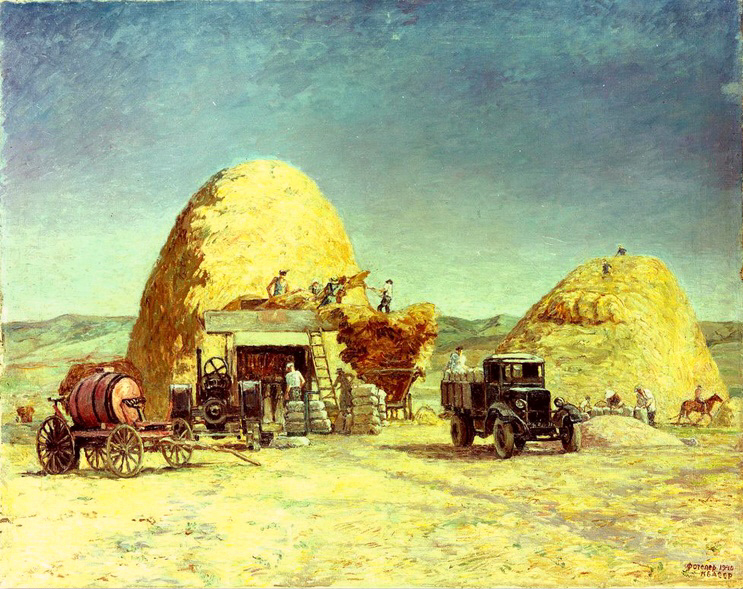
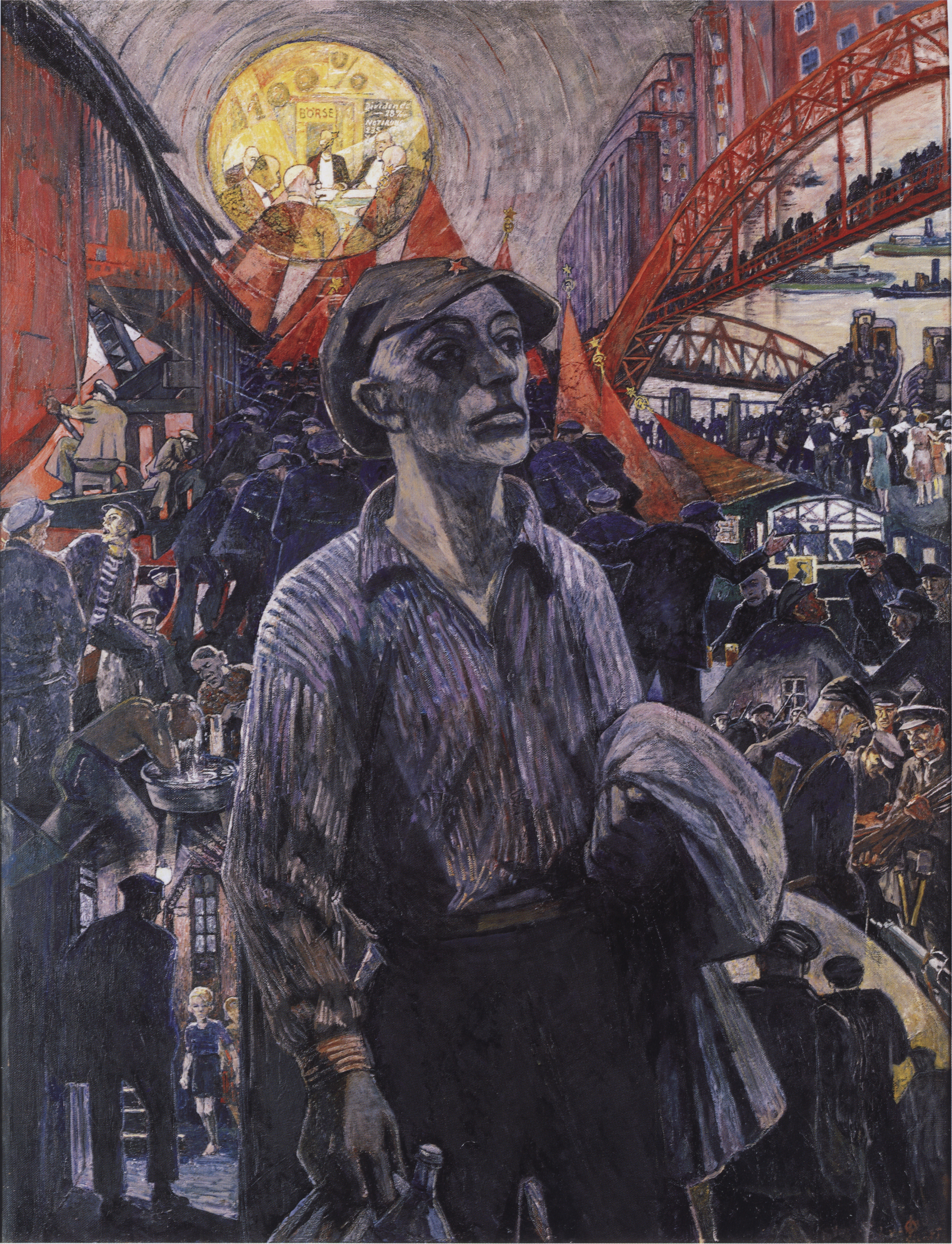
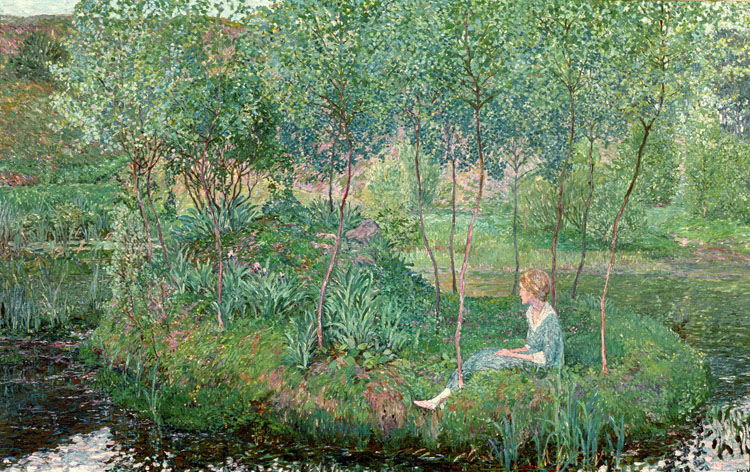
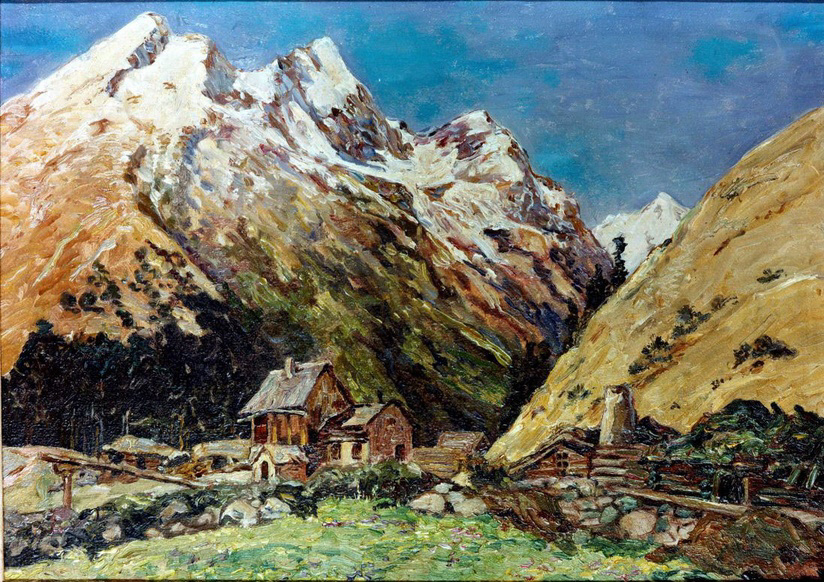
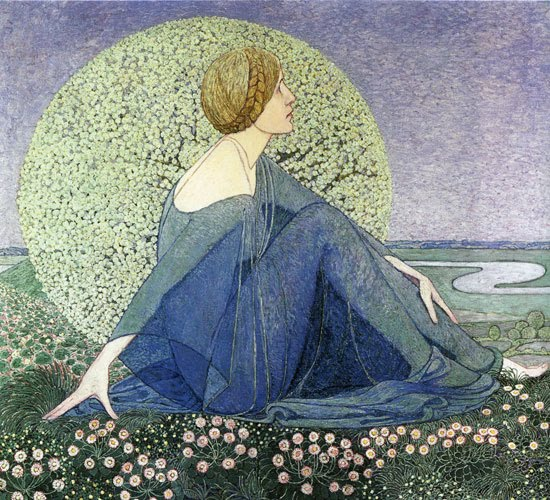
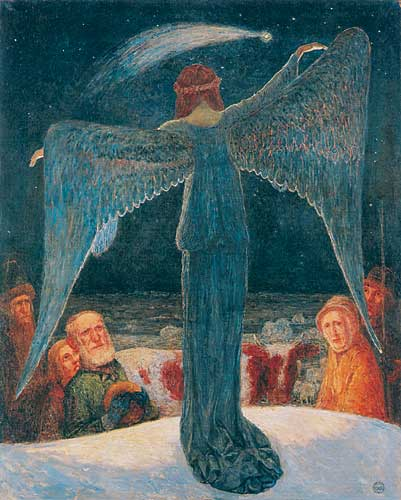
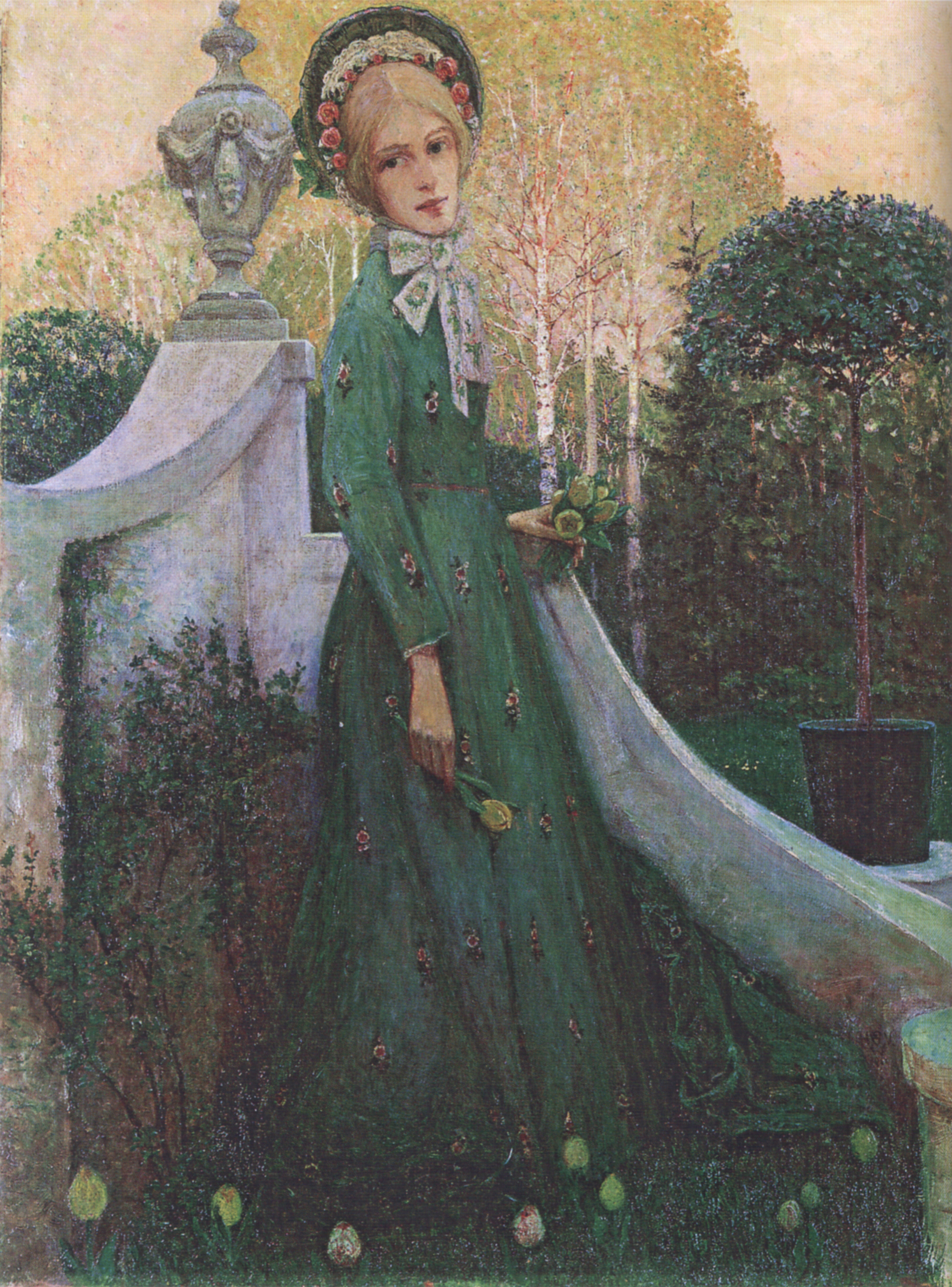